# Freelance (film)
Freelance è un film del 2023 diretto da Pierre Morel con protagonisti John Cena, Alison Brie, Juan Pablo Raba e Christian Slater.

## Trama
L'agente delle forze speciali statunitensi Mason Pettits si reca in Paldonia,una nazione del Sudamerica governata da un dittatore insieme ai suoi compagni di squadra e li il loro elicottero viene attaccato da un convoglio e Mason è l'unico che si salva., da quel momento in poi Mason approfittando della sua laurea in giurisprudenza abbandona la vita da soldato e comincia una carriera da avvocato. Mason non è affatto contento di condurre una vita monotona suddivisa tra lavoro e famiglia in quanto si reputa un uomo d'azione., un giorno il suo ex datore di lavoro si presenta al suo studio e lo porta con lui nella sua nuova base dove gestisce un'azienda di protezione personale privata e qui dice di volergli affidare un lavoro, dovrà andare in Paldonia ad accompagnare la celebre giornalista Claire Wellington la quale dovrà intervistare proprio il dittatore Juan Venegas. Mason decide di accettare il lavoro, saluta la moglie dalla quale si sta separando e la figlia a cui è molto affezionato e parte verso Paldonia. Appena arrivati nel Paese sudamericano incontrano il Presidente Venegas che li porta a fare un giro per il centro abitato e poi verso la sua villa situata nella zona della foresta tropicale dove però ad un certo punto vengono attaccati da dei mercenari locali che uccidono gli agenti di scorta del Presidente ma che allo stesso tempo vengono eliminati da Mason grazie alle sue grandi doti combattive. Mason,Claire e Venegas fuggono nella foresta dove eliminano altri mercenari e vengono accompagnati dallo stesso Presidente verso un villaggio limitrofo dove scoprono la verità, in realtà il Presidente Venegas non è un tiranno che vuole il male per la propria Nazione, ma è molto attento al proprio popolo e quei mercenari che li hanno attaccati sono dei ribelli che vogliono appropriarsi a tutti i costi di un metallo prezioso che cresce proprio nel territorio di Paldonia., inoltre Mason scopre che inizialmente era stato mandato li per uccidere il Presidente e vendicarsi della morte dei colleghi. Il mattino seguente vengono attaccati nuovamente dai mercenari e così sono costretti a fuggire a cavallo,Claire però cade dal cavallo e per questo viene circondata e rapita dai mercenari, a tal punto Mason e Venegas si allontanano per sviluppare un piano. I due si dirigono nel luogo in cui i mercenari hanno condotto la giornalista e facendo arrivare tutto il popolo in rivolta riescono a liberare Claire.I tre si dirigono al palazzo di Venegas dove convincono le guardie di palazzo dell'innocenza del Presidente e quando arrivano i mercenari li affrontano, grazie anche all'aiuto di una squadra di supporto arrivata con il datore di lavoro di Mason. I mercenari vengono tutti eliminati, compreso il loro capo che si era rivelato essere il vero uccisore dei compagni di Mason e che viene atterrato da un colpo sferrato da Claire alla gola. Mason e Claire ringraziano Venegas e tornano negli Stati Uniti dove Mason si riappacifica con la moglie e scopre che il Presidente di Paldonia gli ha caricato 5 milioni di dollari sul suo conto bancario, per questo parte per godersi una giornata familiare con la moglie e la figlia.

## Produzione
Freelance segna il debutto cinematografico dello sceneggiatore televisivo Jacob Lentz. Il film è stato annunciato il 6 ottobre 2021, con la regia di Pierre Morel e John Cena come protagonista. Con un budget di almeno 40 milioni di dollari. Nel gennaio 2022, Alison Brie, Juan Pablo Raba, Alice Eve, Marton Csokas, e Christian Slater si uniscono al cast.
Le riprese sono iniziate in Colombia il 17 gennaio 2022, con il direttore della fotografia Thierry Arbogast, e si sono concluse nell'aprile 2022.

## Distribuzione
Freelance esce nelle sale statunitense il 27 ottobre 2023 distribuito dalla Relativity Media. iI 28 novembre 2023 viene distribuito in premium video on demand e il 12 marzo 2024 in DVD e Blu-ray. In Italia viene distribuito da Vertice360 in streaming su Prime Video.